# WCW Greed
Greed foi o último evento em formato pay-per-view produzido pela World Championship Wrestling antes de ser adquirida pela World Wrestling Federation. Ocorreu em 18 de março de 2001 no Memorial Coliseu em Jacksonville, Flórida.